# Gmina Strzelin
Die Gmina Strzelin [ˈstʃɛlin] ist eine Stadt- und Landgemeinde im Powiat Strzeliński der Woiwodschaft Niederschlesien in Polen. Sitz des Powiat und der Gemeinde ist die gleichnamige Stadt (deutsch Strehlen) mit etwa 12.400 Einwohnern.

## Geographie
Die Gemeinde liegt im Südosten von Niederschlesien, etwa 30 Kilometer südlich von Breslau. Zu den Gewässern gehören Oława (Ohle) und Krynka. Von Bedeutung sind die Strehlener Granitsteinbrüche (polnisch Kamieniołomy granitu).

## Gliederung
Zur Stadt-und-Land-Gemeinde (gmina miejsko-wiejska) Strzelin gehören neben der Stadt selbst folgende 36 Dörfer (deutsche Namen, amtlich bis 1945) mit einem Schulzenamt (sołectwo):
- Kryniczno
- Biały Kościół (Steinkirche)
- Biedrzychów (Friedersdorf)
- Bierzyn (Bärzdorf)
- Brożec (Brosewitz)
- Chociwel (Kuschlau)
- Częszyce (Tschanschwitz, 1937–1945 Ohletal)[3]
- Dankowice (Danchwitz)
- Dębniki (Eichwald)
- Dobrogoszcz (Dobergast)
- Gębice (Gambitz u. Neu Karlsdorf, 1937–1945 Karlsdorf)
- Gębczyce (Geppersdorf)
- Gęsiniec (Hussinetz, 1937–1945 Friedrichstein)
- Głęboka (Glambach)
- Gościęcice (Mehltheuer-Podiebrad, 1937–1945 Mehltheuer)
- Górzec (Gurtsch)
- Karszów (Karschau)
- Karszówek (Karisch) mit Schloss Karisch
- Kazanów (Schildberg)
- Krzepice (Krippitz)
- Kuropatnik (Töppendorf)
- Ludów Polski (Klein Lauden)
- Mikoszów (Niklasdorf)
- Muchowiec (Mückendorf)
- Nieszkowice (Neobschütz, 1937–1945 Kaltwassertal)
- Nowolesie (Waldneudorf)
- Pęcz (Pentsch)
- Piotrowice (Peterwitz)
- Pławna (Plohe)
- Skoroszowice (Korschwitz)
- Strzegów (Striege)
- Szczawin (Saegen)
- Szczodrowice (Wammen)
- Trześnia (Birkkretscham)
- Warkocz (Warkotsch, 1937–1945 Friedfelde)
- Wąwolnica (Wammelwitz)
- Żeleźnik (Eisenberg)

Kleinere Ortschaften der Gemeinde ohne Schulzenamt sind:
- Gliczyna
- Góra
- Grabiny
- Kaczów
- Maszyce
- Mojków
- Myszkowice
- Plo (Plohmühle)
- Ulica
- Zimne Doły

## Partnerschaften
- Frankenberg/Sa., Deutschland
- Pontoise, Frankreich
- Sögel, Deutschland
- Vlagtwedde, Niederlande

## Verkehr
An der Bahnstrecke Wrocław–Międzylesie bestehen die Bahnhöfe Warkocz, Strzelin und Biały Kościół. Die kreuzende Bahnstrecke Brzeg–Łagiewniki Dzierżoniowskie ist stillgelegt, wie die Bahnstrecke Grodków Śląski–Głęboka Śląska nach Głęboka.

## Persönlichkeiten
- Karl von Prittwitz (1790–1871), preußischer General der Infanterie; geboren auf Gut Karisch.